# 贾森·韦克林
贾森·韦克林（英語：Jason Wakeling，1968年5月24日—），新西兰男子射击运动员。他曾代表新西兰参加1994年、1998年、2002年和2006年英联邦运动会射击比赛，其中1998年英联邦运动会获得一枚银牌。